# 青山幸成
青山 幸成（あおやま よしなり/ゆきなり）は、安土桃山時代から江戸時代前期にかけての武将・大名。遠江国掛川藩主、摂津国尼崎藩初代藩主。幸成系青山家初代。官位は従五位下・大蔵少輔。領内の新田開発をすすめた。

## 生涯
天正14年（1586年）、徳川家の譜代家臣・青山忠成の四男として浜松で誕生した。慶長4年（1599年）に元服して徳川秀忠の近侍として仕えた。慶長7年（1602年）、下総国印旛郡で500石を与えられた。慶長19年（1614年）からの大坂の陣にも参加し、元和5年（1619年）には書院番頭・小姓・10人組頭・評定衆に任じられ、常陸国新治郡・筑波郡などで1万石を与えられ、以前からあった所領とあわせて1万3000石の大名となった。
寛永10年（1633年）2月3日、遠江掛川藩に2万6000石に倍増された上で移封される。寛永12年（1635年）7月28日には5万石に加増された上で摂津尼崎藩に移封された。幸成は藩政の基礎を確立するため、儒者を招聘して文学を奨励し、大庄屋制度を制定し、積極的な新田開発を行なって4000石を新開発した。寛永17年（1640年）には讃岐国高松藩主・生駒高俊改易を伝える使者を務め、その後の寛永19年（1642年）4月の松平頼重の高松藩入封にも協力している。
しかし直後の8月から病に倒れた。寛永20年（1643年）1月には3代将軍・徳川家光の見舞いを受けたが回復せず、次男・幸通、三男・幸正、四男・幸高にそれぞれ3000石、2000石、1000石を分与して青山3分家を創設した上で、2月16日に死去した。享年59。
家督は長男の幸利が継ぎ、所領は弟に分与したため4万8000石となった。

## 系譜
父母
- 青山忠成（父）
- 天方通興の娘（母）

正室
- 小笠原信之の娘

側室
- 小出氏
- 福永氏

子女
- 青山幸利（長男） 生母は小出氏あるいは福永氏
- 青山幸通（次男）
- 青山幸正（三男）
- 青山幸高（四男）
- 堀親昌継室
- 水谷勝宗正室
- 松平信久正室、のち山口重直室